# Heather has two mommies
Heather Has Two Mommies es un cuento para niños escrito por la autora estadounidense Lesléa Newman, con ilustraciones de Diana Souza, y publicado por primera vez en 1989. El libro trata sobre una niña, Heather, criada por lesbianas: su madre biológica, Jane, quien la tuvo después de una inseminación artificial y su compañera sentimental, Kate.
Lesléa Newman comentó:

La idea de Heather surgió cuando caminaba por Main Street en Northampton, Massachusetts, un pueblo conocido por su liberalismo, tolerancia a la diferencia y una gran población lesbiana. Ese día en particular me topé con una mujer que, junto a su compañera, habían acogido recientemente a una niña en su hogar. "No tenemos libros para leerle a nuestra hija que muestren nuestro tipo de familia" Me dijo la mujer, "Alguien debería escribir uno"

Como el libro expone de manera positiva el individuo gay a los niños, es blanco frecuente de críticas por parte de algunos protestantes y católicos. La American Library Association lo ubicó en el undécimo puesto de los libros más reprochados y censurados en Estados Unidos en los años 1990.
En español fue publicado en el año 2003 como Paula tiene dos mamás por la editorial Bellaterra.